# Mustafa Kalemli
Mustafa Kalemli, né le 26 mars 1943 à Tavşanlı, Kütahya, est un homme politique et médecin turc.
Il est diplômé de la faculté de médecine de l'Université d'Ankara. Il est spécialiste de l'urologie. Entre 1976 et 1978, il travaille au ministère de la santé. Il travaille comme professeur associé dans la faculté de médecine d'Université Akdeniz et chair de département d'urologie. Il est médecin-chef de l'hôpital de Tavşanlı. Entre 1983 et 1999, il est député de Kütahya sur la liste d'ANAP. Il est ministre du travail et de la sécurité sociale (1983-1986), de la santé (1986-1987), de l'intérieur (1987-1989 et 1991), des forêts (1991). De 1991 à 1993, il est vice-président du groupe ANAP à la Grande Assemblée nationale de Turquie, entre 1993 et 1995 vice-président de l'assemblée, et de 1996 à 1997 président de l'assemblée.